# Laphystia cazieri
Laphystia cazieri là một loài ruồi trong họ Asilidae. Laphystia cazieri được Wilcox miêu tả năm 1960. Loài này phân bố ở vùng Tân Bắc giới.